# 埃奧塔嶺
78°6′S 163°30′E / 78.100°S 163.500°E
埃奧塔嶺（英語：Aorta Ridge）是南極洲的山嶺，位於維多利亞地的斯科特海岸，屬於丹頓山脈的一部分，是米亞斯冰川和阿當斯冰川的分界點，現時由南極條約體系管理。